# Prosper Mendy
Prosper Mendy (Parijs, 7 juni 1996) is een Guinee-Bissaus-Frans voetballer die sinds 2023 uitkomt voor Olympic Charleroi.

## Clubcarrière
Mendy speelde als jeugdspeler vooral als flankmiddenvelder of als aanvallende middenvelder, maar werd later omgeschoold tot linkervleugelverdediger. Hij genoot zijn jeugdopleiding bij UF Clichy-sous-Bois en FC Montfermeil, waarna hij stopte met voetballen om zich te kunnen concentreren op zijn studies. Mendy speelde daarna nog wel wat vriendschappelijke wedstrijden. Daarin werd hij opgemerkt door de Belgische lageredivisieclub Francs Borains, waar hij uiteindelijk doorstroomde naar het eerste elftal.
In januari 2019 versierde hij een profcontract bij de Spaanse derdeklasser CD Badajoz. Daar maakte hij op 19 mei 2019 zijn officiële debuut in het eerste elftal: op de slotspeeldag van de Segunda División B mocht hij 90 minuten meespelen tegen Atlético Sanluqueño CF (1-0-verlies). Nauwelijks een halfjaar later stapte hij over naar de Noorse eersteklasser Strømsgodset IF. Daar werd zijn aflopende contract in augustus 2021 niet verlengd.
In december 2021 tekende Mendy, die al een paar maanden zonder club zat, bij de Belgische tweedeklasser Excelsior Virton.

## Interlandcarrière
Mendy maakte op 24 september 2022 zijn interlanddebuut voor Guinee-Bissau: in de vriendschappelijke interland tegen Martinique (1-1-gelijkspel) liet bondscoach Baciro Candé hem starten. Een klein anderhalf jaar later selecteerde Candé hem voor de 

| Interlands van Zinho Gano    | Interlands van Zinho Gano    | Interlands van Zinho Gano    | Interlands van Zinho Gano    | Interlands van Zinho Gano    | Interlands van Zinho Gano    | Interlands van Zinho Gano    |
| No.                          | Datum                        | Wedstrijd                    | Uitslag                      | Soort Wedstrijd              | Doelpunten                   |                              |
| Als speler bij Zulte Waregem | Als speler bij Zulte Waregem | Als speler bij Zulte Waregem | Als speler bij Zulte Waregem | Als speler bij Zulte Waregem | Als speler bij Zulte Waregem | Als speler bij Zulte Waregem |
| ---------------------------- | ---------------------------- | ---------------------------- | ---------------------------- | ---------------------------- | ---------------------------- | ---------------------------- |
| 1.                           | 24 september 2022            | Martinique – Guinee-Bissau   | 1 – 1                        | Vriendschappelijk            | -                            |                              |
| 2.                           | 17 november 2022             | Guinee-Bissau – Gabon        | 1 – 3                        | Vriendschappelijk            | -                            |                              |
| 3.                           | 20 november 2022             | Gambia – Guinee-Bissau       | 0 – 0                        | Vriendschappelijk            | -                            |                              |
| Totaal                       | Totaal                       | Totaal                       | Totaal                       | Totaal                       | -                            |                              |

Bijgewerkt tot 12 januari 2024